# (463915) 2014 UR136
(463915) 2014 UR136 es un asteroide perteneciente al cinturón de asteroides, descubierto el 23 de noviembre de 1997 por el equipo Spacewatch desde el Observatorio Nacional de Kitt Peak (Arizona, Estados Unidos).